# Bilasipara
Bilasipara é uma cidade e uma town area committee no distrito de Dhubri, no estado indiano de Assam.

## Geografia
Bilasipara está localizada a 26° 14′ N, 90° 14′ L. Tem uma altitude média de 26 metros (85 pés).

## Demografia
Segundo o censo de 2001, Bilasipara tinha uma população de 31 090 habitantes. Os indivíduos do sexo masculino constituem 51% da população e os do sexo feminino 49%. Bilasipara tem uma taxa de literacia de 68%, superior à média nacional de 59,5%; a literacia no sexo masculino é de 74% e no sexo feminino é de 62%. 13% da população está abaixo dos 6 anos de idade.